# Genre de vie
Genre de vie betekent letterlijk ‘een manier van leven’. Het begrip werd met name gebruikt in de Franse sociale geografie (zie Ecologische geografie (Frankrijk)) in de periode 1910-1950. Het begrip heeft in de Franse sociale geografie bekendheid gekregen door het werk van Paul Vidal de la Blache (1845-1918). In de ecologische opvatting van Vidal de la Blache is de mens deel van de levende natuur van planten en dieren. Hij is er onderdeel van, maar tegelijk ook de meester. Op grond van de technische en organisatorische mogelijkheden realiseert de mens een bepaalde vorm van bestaan in een gebied. Hierbij zijn volgens Vidal de la Blache twee begrippen essentieel: traditie (habitude) en harmonie. De menselijke groep in een gebied bouwt voort op de inzichten die in het verleden zijn verworven. Habitude is het geheel aan overgedragen gewoonten en gebruiken van de sociale groep. Met name in agrarische samenlevingen vindt slechts een zeer geleidelijke ontwikkeling (en verandering) van het genre de vie plaats. Het begrip harmonie heeft betrekking op de gedurende eeuwen ontstane eenheid tussen mens en omgeving.
Later hebben Franse geografen getracht het begrip genre de vie te moderniseren. Zo werd voorgesteld het genre de vie te zien als een specifieke combinatie van technieken (sociale en materiële) waarmee de mens zich een bestaan verwerft. In Nederland heeft Hendrik Jacob Keuning zich hiermee beziggehouden. Voor anderen, zoals Adriaan de Vooys waren deze pogingen onvoldoende om het begrip nieuw leven in te blazen: ‘Vidal heeft een visie gegeven, die thans voor de bestudering van de moderne wereld niet bruikbaar is. De aanpassing van het begrip aan de wereld van nu is allerminst geslaagd. Inderdaad is het veel juister Vidals visie onaangetast te laten. Het is een monument voor een van onze grootste geografen. De geograaf heeft bij de bestudering van de moderne wereld geheel andere wegen in te slaan’ (De Vooys, 1955, 263).